# Indutiomarus
Indutiomarus (gestorven in 53 v. C.) was de koning van de Treveri, een Gallische stam die het gebied rond Augusta Treverorum (het huidige Trier) bewoonden. Hij streed tegen de Romeinen en werd hierbij gedood. Indutiomarus werd door Julius Caesar beschreven in zijn werk Commentarii de bello Gallico.

## Gallische Oorlog
Vanaf 55 voor Christus stuurde Caesar een van zijn luitenants, Titus Labienus naar de Treveri om hen te observeren. Koning Indutiomarus trof daarop de eerste voorbereidingen om een mogelijke oorlog aan te gaan en liet de vrouwen en de kinderen verhuizen naar de Ardennen die beschouwd werden als een veiliger oord. Hij begon een leger bestaande uit voettroepen en ruiters te vormen om de te verwachten inval af te slaan.
Tijdens de Gallische Oorlog marcheerde Caesar met vier legioenen (zo'n 15.000 soldaten en 800 ruiters) die op weg waren naar Brittannië in de richting van het gebied van de Treveri. In tegenstelling tot Indutiomarus steunde zijn schoonzoon Cingetorix de Romeinen waarop een grote rivaliteit ontstond tussen de twee. Omdat het merendeel van de leiders van de Treveri de kant van Cingetorix koos, bond de vorst in en onderwierp zich aan Caesar in de hoop om zijn positie te kunnen handhaven. Caesar accepteerde de onderwerping en vergenoegde zich ermee om 200 gijzelaars, waaronder verscheidene familieleden van de vorst, mee te nemen. De Romeinse veldheer sprak echter zijn steun uit voor Cingetorix als leider van de Treveri.
Indutiomarus, die veel aan macht ingeboet had, werd een steeds grotere vijand van de Romeinen en wachtte op een gunstig ogenblik om weerwraak te nemen. Dat moment kwam er al vlug. Om een adequate voedselvoorziening te kunnen verzekeren had Caesar zijn troepen verdeeld over verscheidene winterkwartieren, verspreid over Gallië. Indutiomarus slaagde erin om de leiders van de Eburonen, Ambiorix en Catuvolcus, te overtuigen om het kamp van de Romeinen in hun regio dat onder leiding stond van Quintus Tullius Cicero aan te vallen. Hijzelf viel het kamp van Titus Labienus in het gebied van de Remi (in de buurt van de huidige stad Reims) aan.
Cicero's troepen hielden echter stand tegen de aanvallen van de Eburonen en werden ontzet door de troepen van Caesar. Bij het horen van dit bericht keerde Indutiomarus terug naar het gebied van de Treveri en zocht steun bij andere Gallische stammen. Die vond hij bij de Senones, de Carnutes, de Nerviërs en de Atuatuci.
Aangemoedigd door zoveel steun, verklaarde Indutiomarus de oorlog aan zijn schoonzoon Cingetorix en sloeg zijn eigendommen aan. Hij viel in 53 voor Christus het kwartier van Labienus opnieuw aan en omsingelde het Romeinse kamp. Om hen te intimideren reed de vorst meermaals per dag met zijn cavalerie langs het omsingelde kamp. Op een dag slaagde Labienus erin om nabijgelegen Romeinse hulptroepen in zijn kamp binnen te loodsen. Toen Indutiomarus enige tijd later opnieuw een inspectieronde uitvoerde, werd hij verrast door een aanval vanuit het kamp. Hij werd gedood terwijl hij de Maas overstak en zijn hoofd werd triomfantelijk het kamp binnengedragen.
De afstammelingen van Indutiomarus zetten de opstand verder met steun van verscheidene andere Gallische stammen maar werden door Labienus verslagen. De Treveri onderwiepen zich aan Caesar en Cingetorix werd hun nieuwe koning. Hierop keerde de rust terug in het gebied.